# Darío Villalba
Darío Villalba Flores (San Sebastián, 22 de fevereiro de 1939 – Madrid, 15 de junho de 2018) foi um pintor espanhol, fotógrafo e ex-competidor de patinação.

## Carreira
Ele representou a Espanha nos Jogos Olímpicos de Inverno de 1956, onde colocou 14 pontos. Em 2002, Darío tornou-se membro da Real Academia de Belas-Artes de São Fernando. Morreu em 15 de junho de 2018, aos 79 anos.